# Saison 1 de Marvel : Les Agents du SHIELD
Chronologie
Saison 2
Cet article présente les vingt-deux épisodes de la première saison de la série télévisée américaine Marvel : Les Agents du SHIELD (Marvel's Agents of SHIELD).

## Synopsis
L'agent Phil Coulson retourne au sein de l'organisation mondiale du maintien de l'ordre, le SHIELD (Strategic Homeland Intervention, Enforcement and Logistics Division - trad. litt. : Stratégie Habileté Intervention Exécution et Logistique Défensive). Il réunit alors une petite équipe d'agents, extrêmement bien entraînés, pour s'attaquer aux affaires ayant attrait à l'étrange et à l'inconnu. Mais leur route croise celle de CENTIPEDE, une organisation scientifique terroriste internationale qui tente de créer des super soldats...

## Distribution

### Acteurs principaux
- Clark Gregg (VF : Jean-Pol Brissart) : Agent Phil Coulson
- Ming-Na Wen (VF : Yumi Fujimori) : Agent Melinda May
- Brett Dalton (VF : Franck Monsigny) : Agent Grant Ward
- Chloe Bennet (VF : Victoria Grosbois) : Agent Skye
- Iain De Caestecker (VF : Arnaud Laurent) : Agent et Dr Leo Fitz
- Elizabeth Henstridge (VF : Cindy Tempez) : Agent et Dr Jemma Simmons

### Acteurs récurrents
- B. J. Britt (VF : Jonathan Amram) : Agent Antoine Triplett (8 épisodes)
- J. August Richards (VF : Jean-Baptiste Anoumon) : Agent Mike Peterson / Deathlok (8 épisodes)
- David Conrad (VF : Alexis Victor) : Ian Quinn (7 épisodes)
- Bill Paxton (VF : Patrick Borg) : Agent John Garett (7 épisodes)
- Ruth Negga (VF : Nathalie Karsenti) : Raina (6 épisodes)
- Saffron Burrows (VF : Marie Zidi) : Agent Victoria Hand (en) (4 épisodes)

### Invités
- Shannon Lucio (VF : Marie-Eugénie Maréchal) : Debbie / le Docteur (épisodes 1 et 5)
- Ajani Wrighster : Ace Peterson (épisodes 1, 10 et 22)
- Ron Glass (VF : Benoît Allemane) : Dr Streiten (épisodes 1 et 11)
- Cobie Smulders (VF : Laura Blanc) : Agent Maria Hill (épisodes 1 et 20)
- Leonor Varela (VF : Ethel Houbiers) : Camilla Reyes (épisode 2)
- Samuel L. Jackson (VF : Thierry Desroses) : Nick Fury, directeur du SHIELD (épisodes 2 et 22)
- Ian Hart (VF : Patrice Dozier) : Dr Franklin Hall (épisode 3)
- Assaf Cohen (en) (VF : Jean-Marc Charrier) : le traducteur de Qasim (épisode 3)
- Cullen Douglas (VF : Philippe Peythieu) : Edison Po (épisodes 5, 10 et 11)
- Titus Welliver (VF : Jean-Louis Faure) : Agent Felix Blake (épisodes 6 et 16)
- Maximiliano Hernández (VF : Fabien Jacquelin) : Agent Jasper Sitwell (épisodes 7, 15 et 16)
- Charles Halford (VF : Constantin Pappas) : Agent Shaw (épisodes 7 et 17)
- Robert Baker (VF : Olivier Chauvel) : Tobias Ford (épisode 9)
- Beth Kennedy (VF : Catherine Artigala) : Martha (épisode 9)
- Dylan Minnette (VF : Gabriel Bismuth-Bienaimé) : Donnie Gill / Blizzard (épisode 12)
- Christine Adams (VF : Laura Zichy) : Agent Weaver (épisodes 12 et 17)
- Stan Lee (VF : Bernard Tiphaine) : l'homme dans le train qui fait la morale à Coulson (épisode 13)
- Elena Satine (VF : Céline Ronté) : Lorelei (épisodes 14 et 15)
- Jaimie Alexander (VF : Ingrid Donnadieu) : Sif (épisode 15)
- Brad Dourif : Thomas Nash (épisode 16)
- Jeffrey Muller : Agent Kaminsky (épisodes 18, 21 et 22)
- Patton Oswalt (VF : Jerome Wiggins) : Agent Eric Koenig (épisodes 18 et 19)
- Patrick Brennan (en) (VF : Sébastien Ossard) : Marcus Daniels / Blackout (épisode 19) [2]
- Amy Acker (VF : Léa Gabriele) : Audrey Nathan (épisode 19)
- Adrian Pasdar (VF : Pierre-François Pistorio) : Colonel Glenn Talbot (épisodes 18 et 20)

## Production

### Développement
Le 10 mai 2013, la série a été officiellement commandée par le réseau ABC.
Le 10 octobre 2013, à la suite des bonnes audiences, ABC commande neuf épisodes supplémentaires, soit une saison complète de vingt-deux épisodes.

### Diffusions
Aux États-Unis et au Canada, la série est diffusée en simultané sur le réseau CTV.
La diffusion francophone va se dérouler ainsi :
En France, la saison a été diffusée du 26 octobre 2014 au 14 décembre 2014 sur Série Club et du 18 mars 2015 au 20 mai 2015 sur W9 ;
En Belgique, du 8 novembre 2014 au 17 janvier 2015 sur Be 1 ;
En Suisse, du 7 janvier 2015 au 18 mars 2015 sur RTS Deux ;
Au Québec, a commencé à l'automne 2015 sur la chaîne MusiquePlus.

## Liste des épisodes

### Épisode 1:Des hommes et des dieux
- États-Unis /  Canada : 24 septembre 2013 sur ABC[5] / CTV
- France :
  - 26 octobre 2014 sur Série Club[4]
  - 18 mars 2015 sur W9[6]
- Belgique : 8 novembre 2014 sur Be 1[7]
- Suisse : 7 janvier 2015 sur RTS Deux[8]
- Québec : 26 août 2015 sur MusiquePlus

- États-Unis : 12,12 millions de téléspectateurs[9] (première diffusion)
- Canada : 2,7 millions de téléspectateurs[10] (première diffusion)
- France : 1,35 million de téléspectateurs[11] (deuxième diffusion)

- Cobie Smulders (Agent Maria Hill)
- Ron Glass (Dr Streiten)
- Bob Stephenson (Gary)
- Shannon Lucio (Dr Debbie)

- Les événements décrits par les personnages concernant l'attaque de New York proviennent du film Avengers.

### Épisode 2:Otages en plein ciel
- États-Unis /  Canada : 1er octobre 2013 sur ABC / CTV
- France : 
  - 26 octobre 2014 sur Série Club[4]
  - 18 mars 2015 sur W9
- Belgique : 8 novembre 2014 sur Be 1
- Suisse : 7 janvier 2015 sur RTS Deux
- Québec : 2 septembre 2015 sur MusiquePlus

- États-Unis : 8,66 millions de téléspectateurs[12] (première diffusion)
- Canada : 1,83 million de téléspectateurs[13] (première diffusion)
- France : 1,4 million de téléspectateurs[11] (deuxième diffusion)

- Leonor Varela (Commandante Camilla Reyes)
- Anthony Dilio (Cusi)
- Celestino Cornielle (Vilca)
- Carlos Leal (Archéologue)
- Samuel L. Jackson (Nick Fury, directeur du SHIELD)

### Épisode 3:Gravitonium
- États-Unis /  Canada : 8 octobre 2013 sur ABC / CTV
- France :
- 26 octobre 2014 sur Série Club[4]
- 18 mars 2015 sur W9
- Belgique : 15 novembre 2014 sur Be 1
- Suisse : 14 janvier 2015 sur RTS Deux
- Québec : 9 septembre 2015 sur MusiquePlus

- États-Unis : 7,87 millions de téléspectateurs[14] (première diffusion)
- Canada : 1,91 million de téléspectateurs[15],[16] (première diffusion)
- France : 1,15 million de téléspectateurs[11] (deuxième diffusion)

- Ian Hart (Dr Franklin Hall)
- Josh Cowdery (Agent Tyler)
- Bodie Newcomb (Agent Mack)
- Scott Subiono (Todd Chesterfield)
- Vachik Mangassarian (Qasim Zaghlul)
- Assaf Cohen (en) (Traducteur de Qasim)
- Brandon Molale (Garde du corps de Quinn)

### Épisode 4:Dans l'œil de l'espion
- États-Unis /  Canada : 15 octobre 2013 sur ABC / CTV
- France : 
  - 2 novembre 2014 sur Série Club
  - 25 mars 2015 sur W9
- Belgique : 15 novembre 2014 sur Be 1
- Suisse : 14 janvier 2015 sur RTS Deux
- Québec : 16 septembre 2015 sur MusiquePlus

- États-Unis : 7,85 millions de téléspectateurs[17] (première diffusion)
- Canada : 1,78 million de téléspectateurs[18] (première diffusion)
- France : 1,16 million de téléspectateurs[19] (deuxième diffusion)

- Pascale Armand (Akela Amador)
- Michael Klesic (Kropsky)
- Dominic Burgess (L'Anglais)
- Julia Emelin (Gardien)
- Nick Gracer (Garde armé)

### Épisode 5:Scorch
- États-Unis /  Canada : 22 octobre 2013 sur ABC / CTV
- France : 
  - 2 novembre 2014 sur Série Club
  - 25 mars 2015 sur W9
- Belgique : 22 novembre 2014 sur Be 1
- Suisse : 21 janvier 2015 sur RTS Deux
- Québec : 23 septembre 2015 sur MusiquePlus

- États-Unis : 7,39 millions de téléspectateurs[20] (première diffusion)
- Canada : 1,76 million de téléspectateurs[21] (première diffusion)
- France : 1,09 million de téléspectateurs[19](deuxième diffusion)

- Shannon Lucio (Dr Debbie)
- Louis Ozawa Changchien (Chan Ho Yin / Scorch)
- Austin Nichols (Miles Lydon)
- Tzi Ma (Agent Quan Chen)
- Cullen Douglas (Edison Po)

### Épisode 6:Virus alien
- États-Unis /  Canada : 5 novembre 2013 sur ABC / CTV
- France : 
  - 2 novembre 2014 sur Série Club
  - 25 mars 2015 sur W9
- Belgique : 22 novembre 2014 sur Be 1
- Suisse : 21 janvier 2015 sur RTS Deux
- Québec : 30 septembre 2015 sur MusiquePlus

- États-Unis : 7,15 millions de téléspectateurs[22] (première diffusion)
- Canada : 1,6 million de téléspectateurs[23] (première diffusion)
- France : 992 000 téléspectateurs[19] (deuxième diffusion)

- Titus Welliver (Agent Felix Blake)
- Vincent Laresca (Tony Diaz)
- Robert Maffia (Baker)
- David Michael Paul (Justin)
- Rick Gifford (Adam Cross)
- Thomas Robie (Scout no 1)
- Trevor Larcom (Scout no 2)
- Caleb Burgess (Scout no 3)
- Jake Brennan (Scout no 4)
- Troy Glass (Scout no 5)

- Cet épisode peut être considéré comme un Crossover avec le film Avengers puisque l'un des artefacts extra-terrestre affronté par le groupe de super-héros est au cœur de l'intrigue.

### Épisode 7:Roulette russe
- États-Unis /  Canada : 12 novembre 2013 sur ABC / CTV
- France : 
  - 9 novembre 2014 sur Série Club
  - 1er avril 2015 sur W9
- Belgique : 29 novembre 2014 sur Be 1
- Suisse : 28 janvier 2015 sur RTS Deux
- Québec : 7 octobre 2015 sur MusiquePlus

- États-Unis : 6,67 millions de téléspectateurs[24] (première diffusion)
- Canada : 1,47 million de téléspectateurs[25] (première diffusion)
- France : 1,16 million de téléspectateurs[26] (deuxième diffusion)

- Maximiliano Hernández (Agent Jasper Sitwell)
- Charles Halford (Agent Shaw)
- Alison White (Marta)
- Ilia Volok (Vladimir)

### Épisode 8:Le Dernier Guerrier
- États-Unis /  Canada : 19 novembre 2013 sur ABC / CTV
- France : 
  - 9 novembre 2014 sur Série Club
  - 1er avril 2015 sur W9
- Belgique : 29 novembre 2014 sur Be 1
- Suisse : 28 janvier 2015 sur RTS Deux
- Québec : 14 octobre 2015 sur MusiquePlus

- États-Unis : 6,89 millions de téléspectateurs[27] (première diffusion)
- Canada : 2,04 millions de téléspectateurs[28] (première diffusion + différé 7 jours)
- France : 1,08 million de téléspectateurs[26] (deuxième diffusion)

- Peter MacNicol (Professeur Elliot Randolph)
- Michael Graziadei (Jakob Nystrom)
- Erin Way (Petra Larsen)
- Toby Wilson (Neils)
- Trenton Rogers (Jeune Grant Ward)
- Alex Neustaedter (Jeune Christian Ward)
- Micah Nelson (Jeune Thomas Ward)
- Sylvia Brindis (Elena)

- Les événements de l'épisode font référence au film Thor : Le Monde des ténèbres.

### Épisode 9:Le Fantôme
- États-Unis /  Canada : 26 novembre 2013 sur ABC / CTV
- France : 
  - 9 novembre 2014 sur Série Club
  - 8 avril 2015 sur W9
- Belgique : 6 décembre 2014 sur Be 1
- Suisse : 4 février 2015 sur RTS Deux
- Québec : 21 octobre 2015 sur MusiquePlus

- États-Unis : 9,69 millions de téléspectateurs[29] (première diffusion)
- Canada : 2,55 millions de téléspectateurs[30] (première diffusion + différé 7 jours)
- France : 970 000 téléspectateurs[31] (deuxième diffusion)

- Robert Baker (Tobias Ford)
- Laura Seay (Hannah Hutchins)
- Christopher Gehrman (Taylor)
- Josh Clark (Roger)

### Épisode 10:Super Soldats
- États-Unis /  Canada : 10 décembre 2013 sur ABC / CTV
- France : 
  - 16 novembre 2014 sur Série Club
  - 8 avril 2015 sur W9
- Belgique : 6 décembre 2014 sur Be 1
- Suisse : 4 février 2015 sur RTS Deux
- Québec : 28 octobre 2015 sur MusiquePlus

- États-Unis : 6,11 millions de téléspectateurs[32] (première diffusion)
- Canada : 2,16 millions de téléspectateurs[33] (première diffusion + différé 7 jours)
- France : 940 000 téléspectateurs[31] (deuxième diffusion)

- Ajani Wrighster (Ace Peterson)
- Rick Malambri (Brian Hayward)
- Molly McCook (Laura Hayward)
- Cullen Douglas (Edison Po)
- Rico Devereaux (Gardien de la prison)
- Albert Marrero, Jr. (Entraîneur)

### Épisode 11:Les Arcanes du souvenir
- États-Unis /  Canada : 7 janvier 2014 sur ABC / CTV
- France : 
  - 16 novembre 2014 sur Série Club
  - 15 avril 2015 sur W9
- Belgique : 13 décembre 2014 sur Be 1
- Suisse : 11 février 2015 sur RTS Deux
- Québec : 4 novembre 2015 sur MusiquePlus

- États-Unis : 6,63 millions de téléspectateurs[34] (première diffusion)
- Canada : 2,36 millions de téléspectateurs[35] (première diffusion + différé 7 jours)
- France : 959 000 téléspectateurs[36] (deuxième diffusion)

- Ron Glass (Dr Streiten)
- Rob Huebel (Lloyd Rathman)
- Aiden Turner (Vanchat)
- Felisha Terrell (Emily Deville)
- Cullen Douglas (Edison Po)

### Épisode 12:Les Mauvais Génies
- États-Unis /  Canada : 14 janvier 2014 sur ABC / CTV
- France : 
  - 16 novembre 2014 sur Série Club
  - 15 avril 2015 sur W9
- Belgique : 13 décembre 2014 sur Be 1
- Suisse : 11 février 2015 sur RTS Deux
- Québec : 11 novembre 2015 sur MusiquePlus

- États-Unis : 6,37 millions de téléspectateurs[37] (première diffusion)
- Canada : 2,52 millions de téléspectateurs[38] (première diffusion + différé 7 jours)
- France : 1,1 million de téléspectateurs[36](deuxième diffusion)

- Daniel Zovatto (Seth Dormer)
- Christine Adams (Agent Anne Weaver)
- Maiara Walsh (Callie Hannigan)
- Boyd Kestner (en) (Agent Richard Lumley)

### Épisode 13:Projet Deathlok
- États-Unis /  Canada : 4 février 2014 sur ABC / CTV
- France :
  - 23 novembre 2014 sur Série Club
  - 22 avril 2015 sur W9
- Belgique : 20 décembre 2014 sur Be 1
- Suisse : 18 février 2015 sur RTS Deux
- Québec : 18 novembre 2015 sur MusiquePlus

- États-Unis : 6,62 millions de téléspectateurs[39] (première diffusion)
- Canada : 2,29 millions de téléspectateurs[40] (première diffusion + différé 7 jours)
- France : 1,14 million de téléspectateurs[41] (deuxième diffusion)

- Carlo Rota (Luca Russo)
- T. J. Ramini (Carlo Mancini)
- Emily Baldoni (Sofia)
- Ludwig Manukian (Conducteur)
- Stan Lee (Apparition spéciale)

### Épisode 14:T.A.H.I.T.I.
- États-Unis /  Canada : 4 mars 2014 sur ABC / CTV
- France :
  - 23 novembre 2014 sur Série Club
  - 22 avril 2015 sur W9
- Belgique : 20 décembre 2014 sur Be 1
- Suisse : 18 février 2015 sur RTS Deux
- Québec : 25 novembre 2015 sur MusiquePlus

- États-Unis : 5,46 millions de téléspectateurs[42] (première diffusion)
- Canada : 2,1 millions de téléspectateurs[43] (première diffusion + différé 7 jours)
- France : 1,23 million de téléspectateurs[41] (deuxième diffusion)

- Elena Satine (Lorelei)
- Rob Belushi (Jimmy Mackenzie)
- Sarayu Rao (Dr Jazuat)
- Michael J. Silver (Alpha)
- Jake Newton (Beta)
- Julie Civiello (Nicole Mackenzie)

### Épisode 15:Lorelei
- États-Unis /  Canada : 11 mars 2014 sur ABC / CTV
- France :
  - 23 novembre 2014 sur Série Club
  - 29 avril 2015 sur W9
- Belgique : 27 décembre 2014 sur Be 1
- Suisse : 25 février 2015 sur RTS Deux
- Québec : 2 décembre 2015 sur MusiquePlus

- États-Unis : 5,99 millions de téléspectateurs[44] (première diffusion)
- Canada : 2,48 millions de téléspectateurs[45] (première diffusion + différé 7 jours)
- France : 974 000 téléspectateurs[46] (deuxième diffusion)

- Jaimie Alexander (Sif)
- Elena Satine (Lorelei)
- Maximiliano Hernández (Agent Jasper Sitwell)
- Dylan Bruno (Rooster)
- Alicia Lagano (Rosie)
- Rob Belushi (Jimmy Mackenzie)
- Allan Graf (Shérif)

### Épisode 16:Haute Trahison
- États-Unis /  Canada : 1er avril 2014 sur ABC / CTV
- France :
  - 30 novembre 2014 sur Série Club
  - 29 avril 2015 sur W9
- Belgique : 27 décembre 2014 sur Be 1
- Suisse : 25 février 2015 sur RTS Deux
- Québec : 9 décembre 2015 sur MusiquePlus

- États-Unis : 5,71 millions de téléspectateurs[47] (première diffusion)
- Canada : 2,1 millions de téléspectateurs[48] (première diffusion + différé 7 jours)
- France : 967 000 téléspectateurs[46](deuxième diffusion)

- Titus Welliver (Agent Félix Blake)
- Maximiliano Hernández (Agent Jasper Sitwell)
- Brad Dourif (Thomas Nash)

### Épisode 17:Le Retour de l'HYDRA
- États-Unis /  Canada : 8 avril 2014 sur ABC / CTV
- France :
  - 30 novembre 2014 sur Série Club[49]
  - 6 mai 2015 sur W9
- Belgique : 3 janvier 2015 sur Be 1
- Suisse : 4 mars 2015 sur RTS Deux
- Québec : 16 décembre 2015 sur MusiquePlus

- États-Unis : 5,37 millions de téléspectateurs[50] (première diffusion)
- Canada : 2,4 millions de téléspectateurs[51] (première diffusion + différé 7 jours)
- France : 1,07 million de téléspectateurs[52] (deuxième diffusion)

- Christine Adams (Agent Anne Weaver)
- Charles Halford (Agent Shaw)
- James MacDonald (Agent Jacobson)
- Dayo Ade (Agent Barbour)
- Kylie Furneaux (Agent Shade)
- Alex Daniels (Agent Chaimson)
- Braden Moran (Agent Jones)
- Cameron Diskin (Agent Baylin)

- À partir de cet épisode, l'intrigue de la série se déroule après les événements du film Captain America : Le Soldat de l'hiver.

### Épisode 18:Protocole éclipse totale
- États-Unis /  Canada : 15 avril 2014 sur ABC / CTV
- France :
  - 30 novembre 2014 sur Série Club
  - 6 mai 2015 sur W9
- Belgique : 3 janvier 2015 sur Be 1
- Suisse : 4 mars 2015 sur RTS Deux
- Québec : 23 décembre 2015 sur MusiquePlus

- États-Unis : 5,52 millions de téléspectateurs[53] (première diffusion)
- Canada : 2,14 millions de téléspectateurs[54] (première diffusion + différé 7 jours)
- France : 1,12 million de téléspectateurs[52] (deuxième diffusion)

- Patrick Brennan (Marcus Daniels / Blackout)
- Patton Oswalt (Agent Erik Koenig)
- Adrian Pasdar (Colonel Glenn Talbot)
- Jeffrey Muller (Agent Kaminsky)

### Épisode 19:Pour elle
- États-Unis /  Canada : 22 avril 2014 sur ABC / CTV
- France :
  - 7 décembre 2014 sur Série Club
  - 13 mai 2015 sur W9
- Belgique : 10 janvier 2015 sur Be 1
- Suisse : 11 mars 2015 sur RTS Deux
- Québec : 30 décembre 2015 sur MusiquePlus

- États-Unis : 6,04 millions de téléspectateurs[55] (première diffusion)
- Canada : 2,34 millions de téléspectateurs[56] (première diffusion + différé 7 jours)
- France : 1 million de téléspectateurs[57] (deuxième diffusion)

- Amy Acker (Audrey Nathan)
- Patrick Brennan (Marcus Daniels / Blackout)
- Patton Oswalt (Agent Erik Koenig)
- Tsai Chin (Lian May)

### Épisode 20:Un ennemi si proche
- États-Unis /  Canada : 29 avril 2014 sur ABC / CTV
- France :
  - 7 décembre 2014 sur Série Club
  - 13 mai 2015 sur W9
- Belgique : 10 janvier 2015 sur Be 1
- Suisse : 11 mars 2015 sur RTS Deux
- Québec : 6 janvier 2016 sur MusiquePlus

- États-Unis : 5,95 millions de téléspectateurs[58] (première diffusion)
- Canada : 2,41 millions de téléspectateurs[59] (première diffusion + différé 7 jours)
- France : 1,07 million de téléspectateurs[57] (deuxième diffusion)

- Cobie Smulders (Maria Hill[60])
- Adrian Pasdar (Colonel Glenn Talbot)
- Josh Breeding (Voiturier)

- Une mention de Pepper Potts et de Tony Stark au début de l'épisode est faite. Maria Hill est au téléphone avec la première et travaille pour le deuxième.

### Épisode 21:Mission à l'ancienne
- États-Unis /  Canada : 6 mai 2014 sur ABC / CTV
- France :
  - 14 décembre 2014 sur Série Club
  - 20 mai 2015 sur W9
- Belgique : 17 janvier 2015 sur Be 1
- Suisse : 18 mars 2015 sur RTS Deux
- Québec : 13 janvier 2016 sur MusiquePlus

- États-Unis : 5,37 millions de téléspectateurs[61] (première diffusion)
- Canada : 2,2 millions de téléspectateurs[62] (première diffusion + différé 7 jours)
- France : 1,08 million de téléspectateurs[63] (deuxième diffusion)

- Austin Lyon (jeune Grant Ward)
- Glenn Morshower (Général Jacobs)
- Paul Elia (Diaz)
- Joel Johnstone (Ott)
- Jeffrey Muller (Agent Kaminsky)
- Ramon Hilario (Ernesto)
- Mark Berry (Amiral Jolnes)
- Jay Montalvo (Reporter)
- Aaron Landon (Livreur de pizza)

### Épisode 22:Le Commencement de la fin
- États-Unis /  Canada : 13 mai 2014 sur ABC[64] / CTV
- France :
  - 14 décembre 2014 sur Série Club
  - 20 mai 2015 sur W9
- Belgique : 17 janvier 2015 sur Be 1
- Suisse : 18 mars 2015 sur RTS Deux
- Québec : 20 janvier 2016 sur MusiquePlus

- États-Unis : 5,45 millions de téléspectateurs[65] (première diffusion)
- Canada : 2,44 millions de téléspectateurs[66] (première diffusion + différé 7 jours)
- France : 1,09 million de téléspectateurs[63](deuxième diffusion)

- Patton Oswalt (Agent Billy Koenig)
- Josh Daugherty (Kyle Zeller)
- Nicole J. Butler (Mindy Peterson)
- Ajani Wrighster (Ace Peterson)
- Jeffrey Muller (Agent Kaminsky)
- Kyle MacLachlan (Dr Calvin Zabo, le père de Skye
- Asif Ali (Jesse Fletcher)
- Kyla Garcia (Mme Zeller)
- Glenn Morshower (Général Jacobs)
- Mark Berry (Amiral Jolnes)
- Cynthia Rose Hall (Employée)
- Samuel L. Jackson (Nick Fury, directeur du SHIELD)

- Première mention du père de Skye (Dr Calvin Johnson) plus connu sous le nom de Calvin Zabo. Le docteur Calvin Zabo est connu dans les comics Marvel pour être un célèbre super vilain ennemi de plusieurs super héros dont Hulk et Thor. Son pseudonyme dans les comics est Myster Hyde[67].
- Le fils de Deathlock tient le personnage de Hulk dans sa main. Hulk étant un des ennemis du Docteur Calvin Zero.